# 7,5-cm-Feldkanone 7M59
Die 7,5-cm-Feldkanone 7M59 war während des Zweiten Weltkrieges ein Versuch der deutschen Wehrmacht ein Pak-Geschütz durch leichten Umbau sowohl zur Panzerabwehr, als auch zur Artillerieunterstützung zu nutzen.

## Geschichte
Die Entwicklung dieses Geschützes und die der 7,5-cm-Kanone 7M85 war dem Wunsch des Oberkommandos des Heeres nach einer universell einsetzbaren, rohstoffsparenden Bewaffnung der Fronttruppen geschuldet. Materialeinsparungen in allen Bereichen, sogar bei Munition und Waffenkaliber, waren im Kriegsjahr 1944 aufgrund Forderungen aus dem Führerhauptquartier ein ständiges Thema der Besprechungen im Heereswaffenamt.
Bei der 7,5-cm-Feldkanone 7M59 wurden Änderungen an Schild und Höhenrichtmechanismus vorgenommen, um einen artilleristischen Einsatz der Panzerjägerkanone zu ermöglichen. Hierdurch wurde ein Höhenrichten bis +35° erreicht, was aber aus Sicht der Einheiten, welche die Waffe erhielten völlig unzureichend war, da in einem hügeligen Gelände kein effektiver Einsatz möglich war. Weiterhin wurde beanstandet, dass die Streuung beim artilleristischen Einsatz zu groß und die Möglichkeit die Trefferlage zu beobachten zu gering war.
Ein Problem stellte die Munitionsversorgung dar. Das Abfeuern der Sprenggranaten für die PaK war zwar möglich, doch eine Beeinflussung der Reichweite durch verschiedene Ladungen war unter Verwendung der Patronenmunition nicht möglich. Sobald jedoch eine Abfeuerung in artilleristischer Weise erfolgte und keine Granatpatronen verwendet wurden, kam es zu Ausbrennungen im Ladungsraum, die eine weitere Verwendung von Vollpatronen für den Einsatz als Panzerjägerkanone verboten, da es durch die Verformung zwangsläufig zu Hülsenklemmern kam.
Das gewünschte Mehrzweckgeschütz war demnach mit dieser Waffe nicht geschaffen worden. Hinzu kam, dass sowohl Generalität als auch die Truppe die Wirkung der Waffe beanstandeten. Nach der ersten Truppenerprobung wurden die Kritikpunkte zur Waffe in einem Schreiben vom Chef der Heeresrüstung und Befehlshaber des Ersatzheeres am 21. Oktober 1944 an das Heereswaffenamt zusammenfasst. Berechnungen zeigten, dass im Verhältnis zu einem Schuss der l.FH 18 drei Schuss mit der 7,5-cm-FK erforderlich waren, um im Ziel die gleiche Wirkung zu erreichen.

## Einsatz
Die 7,5-cm-Feldkanone 7M59 sollte als Ersatz für die 10,5-cm-leFH 18 an die Infanteriedivisionen ausgegeben werden. Die erste Auslieferung von 10 Geschützen erfolgte am 6. Dezember 1944 in Rastatt.

## Erhaltenes Exemplar
Obwohl in kleiner Serie gebaut ist ein Exemplar erhalten geblieben, nicht sofort als 7,5-cm-Feldkanone 7M59 zu erkennen und möglicherweise sogar im Museum als 7,5-cm-Pak 40 beschrieben, steht das Geschütz im Museum Festungsanlage Hanstholm in Dänemark. Laut dem Kurator der Ausstellung in Hanstholm wurde das Geschütz 1945 vom Dänischen Kriegsmuseum erworben und war bis 2006 Teil der Ausstellung des Artilleriemuseums in Varde. Die deutsche Internetseite Panzer-Modell.de zeigt die Waffe dort in der Rubrik Referenzen / In Detail als 7,5-cm-Pak 40. Leider sind keine Detailbilder des Rohrerhöhungsmechanismus zu erkennen.